# 2003 ve filmu

## Filmy roku 2003

### České filmy
- Čert ví proč (režie: Roman Vávra)
- Jedná ruka netleská (režie: David Ondříček)
- Kameňák (režie: Zdeněk Troška)
- Krysař (režie: F. A. Brabec)
- Mazaný Filip (režie: Václav Marhoul)
- Nuda v Brně (režie: Vladimír Morávek)
- Pupendo (režie: Jan Hřebejk)
- Želary (režie: Ondřej Trojan)

### Zahraniční filmy
| - 101 dalmatinů II: Flíčkova londýnská dobrodružství - Animatrix - Baba na zabití - Beethoven 5 - Bionicle maska světla - Božský Bruce - Chouchou - miláček Paříže - Co ta holka chce - Co vtip, to mrtvola - Dogville - Drž hubu! - Dvanáct do tuctu - Díry - Dům tisíce mrtvol - Festival Express - Freddy vs. Jason - Good Bye, Lenin! - Hledá se Nemo - Johnny English - Kill Bill - Kovbojové a andělé - Latter Days - Letuška 1. třídy - Liga výjimečných - Láska nebeská - Matrix Reloaded - Matrix Revolutions - Medvědí bratři | - Od kolébky do hrobu - Okno naproti - Oldboy - Piráti z Karibiku: Prokletí Černé perly - Poslední samuraj - Prci, prci, prcičky 3: Svatba - Prokletá Argentina - Pán prstenů: Návrat krále - Péčko pro začátečníky - Petr Pan - Rychle a zběsile 2 - Scary Movie 3 - Slzy slunce - Spy Kids 3-D: Game Over - Staré báje vikingů - Šílený rande - Škola rocku - Taxi 3 - Tenkrát v Mexiku - Terminátor 3: Vzpoura strojů - Texaský masakr motorovou pilou - Úsměv Mony Lisy - Velké dobrodružství prasátka Wilbura - Šarlotina pavučinka 2 - Vysloužilí lvi - X-Men 2 - Zkurvená noc - Zrůda - Ztraceno v překladu |

## Tržby a návštěvnost

### Celosvětově
Následujícím seznam řadí filmy s celosvětovou premiérou v roce 2003 dle jejich tržeb v amerických dolarech. Zahrnuty jsou tržby za celou dobu promítání filmu (tedy i mimo rok 2003).
| Pořadí | Titul                                   | Tržby celosvětově | Tržby v ČR |
| ------ | --------------------------------------- | ----------------- | ---------- |
| 1      | Pán prstenů: Návrat krále               | 1 119 110 941     | 3 043 451  |
| 2      | Hledá se Nemo                           | 867 893 978       | 1 433 894  |
| 3      | Matrix Reloaded                         | 742 128 461       | 1 670 276  |
| 4      | Piráti z Karibiku: Prokletí Černé perly | 654 264 015       | 1 166 187  |
| 5      | Božský Bruce                            | 484 592 874       | 626 775    |

### Česko
Následující seznam řadí filmy podle návštěvnosti v českých kinech v roce 2003. Tržby a návštěvnost jsou uvedeny pouze za rok 2003.
| Pořadí | Titul                          | Česká premiéra    | Diváků  | Tržby (Kč) |
| ------ | ------------------------------ | ----------------- | ------- | ---------- |
| 1      | Pupendo                        | 27. března 2003   | 958 327 | 86 604 395 |
| 2      | Pán prstenů: Dvě věže          | 16. ledna 2003    | 718 061 | 69 595 450 |
| 3      | Matrix Reloaded                | 22. května 2003   | 497 715 | 47 975 112 |
| 4      | Harry Potter a Tajemná komnata | 12. prosince 2002 | 475 086 | 35 604 866 |
| 5      | Jedna ruka netleská            | 18. září 2003     | 475 086 | 35 604 866 |

## Filmová ocenění a festivaly
- 76. ročník udílení Oscarů
- Český lev 2003